# Rásttigáisá
Rásttigáisá (tidigare Rastigaisa) är ett fjäll på gränsen mellan Lebesby och Tana kommuner i Finnmark fylke i Norge. Berget ligger norr om Leavvajohka och är 1 067 meter högt. Rásttigáisá är det mest kända av Gáisene och det högsta fjället i Finnmark öster om Porsangen.
Namnet är samiskt, av mansnamnet Rásti och gáisá, 'fjäll'.
Rásttigáisá har en central roll i Zakarias Topelius berättelse om Sampo Lappelill, under namnet Rastekais.